# Boye Strøm
Boye Christian Riis Strøm, född 18 juni 1847 i Grue, död 1930, var en norsk statistiker och topograf. Han var bror till Hagbarth och Thorvald Strøm.

## Biografi
Strøm blev juris kandidat 1870, byråchef ("fuldmægtig") i civildepartementet 1877, var direktör för Statistisk sentralbyrå 1882–1886 och stiftsamtman i Tromsø 1889–1915. Han fortsatte efter Anders Nicolai Kiær (1886) utgivningen av Norges land og folk, utarbetade en ny plan för verkets utgivning och lämnade själv beskrivningen av "Stavanger amt" (1888), seriens andra band, varmed utgivningen tills vidare avstannade. 
Strøm redigerade de åtta första årgångarna av Statistisk aarbok 1880–1888 och sedan perioden 1886–1890 femårsberättelserna om Tromsø amt intill 1905–1910. Han var bland annat medlem av 1885 års "stora" arbetarkommitté.